# Прери Хајтс (Вашингтон)
Прери Хајтс (енгл. Prairie Heights) насељено је место без административног статуса у америчкој савезној држави Вашингтон.

## Демографија
По попису из 2010. године број становника је 4.405.
| Група             | 2000.    | 2010.         |
| Белци             | 0 (0,0%) | 3.938 (89,4%) |
| Афроамериканци    | 0 (0,0%) | 31 (0,7%)     |
| Азијати           | 0 (0,0%) | 38 (0,9%)     |
| Хиспаноамериканци | 0 (0,0%) | 200 (4,5%)    |
| Укупно            | 0        | 4.405         |